# Record della Coppa del Mondo di nuoto
La seguente è la lista dei tempi più veloci mai nuotati nelle varie edizioni della Coppa del Mondo di nuoto, una serie annuale di gare natatorie organizzate dalla FINA. Le competizioni si svolgevano sempre in vasca corta (25 m), ma dall'edizione del 2015,  si è deciso di svolgerle anche in vasca lunga (50 m) negli anni preolimpici.
(Dati aggiornati all'edizione 2024)

## Vasca lunga (50m)

### Uomini
| Gara         | Tempo    | + | Atleta              | Nazionalità | Data              | Edizione | Luogo                      | Ref    |
| ------------ | -------- | - | ------------------- | ----------- | ----------------- | -------- | -------------------------- | ------ |
| Stile libero |          |   |                     |             |                   |          |                            |        |
| 50 m         | 21"27    |   | Vladimir Morozov    | Russia      | 15 agosto 2019    | XXXI     | Singapore                  | [ 1 ]  |
| 100 m        | 47"78    |   | Vladislav Grinëv    | Russia      | 2 novembre 2019   | XXXI     | Kazan', Russia             | [ 2 ]  |
| 200 m        | 1'44"38  |   | Danas Rapšys        | Lituania    | 17 agosto 2019    | XXXI     | Singapore                  | [ 3 ]  |
| 400 m        | 3'43"91  |   | Danas Rapšys        | Lituania    | 8 agosto 2019     | XXXI     | Jinan, Cina                | [ 4 ]  |
| 800 m        | 7'51"92  |   | Henrik Christiansen | Norvegia    | 14 ottobre 2023   | XXXIV    | Mosca, Russia              | [ 5 ]  |
| 1500 m       | 14'51"61 |   | Mychajlo Romančuk   | Ucraina     | 8 novembre 2019   | XXXI     | Mosca, Russia              | [ 5 ]  |
| Dorso        |          |   |                     |             |                   |          |                            |        |
| 50 m         | 24"40    |   | Vladimir Morozov    | Russia      | 16 agosto 2019    | XXXI     | Singapore                  | [ 6 ]  |
| 100 m        | 52"11    |   | Mitch Larkin        | Australia   | 6 novembre 2015   | XXVII    | Dubai, Emirati Arabi Uniti | [ 7 ]  |
| 200 m        | 1'53"17  |   | Mitch Larkin        | Australia   | 7 novembre 2015   | XXVII    | Dubai, Emirati Arabi Uniti | [ 8 ]  |
| Rana         |          |   |                     |             |                   |          |                            |        |
| 50 m         | 26"29    |   | Qin Haiyang         | Cina        | 6 ottobre 2023    | XXXIV    | Berlino, Germania          | [ 9 ]  |
| 100 m        | 57"69    |   | Qin Haiyang         | Cina        | 7 ottobre 2023    | XXXIV    | Berlino, Germania          | [ 10 ] |
| 200 m        | 2'07"32  |   | Qin Haiyang         | Cina        | 22 ottobre 2023   | XXXIV    | Budapest, Ungheria         |        |
| Farfalla     |          |   |                     |             |                   |          |                            |        |
| 50 m         | 22"82    |   | Andrij Hovorov      | Ucraina     | 15 settembre 2018 | XXX      | Doha, Qatar                | [ 11 ] |
| 100 m        | 51"04    |   | Chad le Clos        | Sudafrica   | 16 agosto 2015    | XXVII    | Chartres, Francia          | [ 12 ] |
| 200 m        | 1'54"18  |   | Chad le Clos        | Sudafrica   | 15 agosto 2015    | XXVII    | Chartres, Francia          | [ 13 ] |
| Misti        |          |   |                     |             |                   |          |                            |        |
| 200 m        | 1'57"06  |   | Mitch Larkin        | Australia   | 3 agosto 2019     | XXXI     | Tokyo, Giappone            | [ 14 ] |
| 400 m        | 4'11"41  |   | Daiya Seto          | Giappone    | 4 agosto 2019     | XXXI     | Tokyo, Giappone            | [ 15 ] |

Legenda:  - Record del mondo;

Record non ottenuti in finale: (b) - batteria; (sf) - semifinale; (s) - staffetta prima frazione.

### Donne
| Gara         | Tempo    | +               | Atleta            | Nazionalità   | Data             | Edizione | Luogo                      | Ref    |
| ------------ | -------- | --------------- | ----------------- | ------------- | ---------------- | -------- | -------------------------- | ------ |
| Stile libero |          |                 |                   |               |                  |          |                            |        |
| 50 m         | 23"83    |                 | Sarah Sjöström    | Svezia        | 7 settembre 2018 | XXX      | Kazan', Russia             | [ 16 ] |
| 100 m        | 52"02    |                 | Siobhán Haughey   | Hong Kong     | 8 ottobre 2023   | XXXIV    | Berlino, Germania          | [ 17 ] |
| 200 m        | 1'54"08  |                 | Siobhán Haughey   | Hong Kong     | 21 ottobre 2023  | XXXIV    | Budapest, Ungheria         |        |
| 400 m        | 4'01"09  |                 | Erika Fairweather | Nuova Zelanda | 6 ottobre 2023   | XXVII    | Dubai, Emirati Arabi Uniti | [ 18 ] |
| 800 m        | 8'15"11  |                 | Lani Pallister    | Australia     | 22 ottobre 2023  | XXXIV    | Budapest, Ungheria         |        |
| 1500 m       | 15'55"73 |                 | Lani Pallister    | Australia     | 15 ottobre 2023  | XXXIV    | Atene, Grecia              |        |
| Dorso        |          |                 |                   |               |                  |          |                            |        |
| 50 m         | 26"86    | Record mondiale | Kaylee McKeown    | Australia     | 20 ottobre 2023  | XXXIV    | Budapest, Ungheria         | [ 19 ] |
| 100 m        | 57"33    |                 | Kaylee McKeown    | Australia     | 21 ottobre 2023  | XXXIV    | Budapest, Ungheria         | [ 20 ] |
| 200 m        | 2'04"81  |                 | Kaylee McKeown    | Australia     | 22 ottobre 2023  | XXXIV    | Budapest, Ungheria         |        |
| Rana         |          |                 |                   |               |                  |          |                            |        |
| 50 m         | 29"56    |                 | Rūta Meilutytė    | Lituania      | 8 ottobre 2023   | XXXIV    | Berlino, Germania          | [ 21 ] |
| 100 m        | 1'05"75  |                 | Benedetta Pilato  | Italia        | 20 ottobre 2023  | XXXIV    | Budapest, Ungheria         | [ 22 ] |
| 200 m        | 2'21"52  |                 | Tes Schouten      | Paesi Bassi   | 20 ottobre 2023  | XXXIV    | Budapest, Ungheria         | [ 23 ] |
| Farfalla     |          |                 |                   |               |                  |          |                            |        |
| 50 m         | 24"97    |                 | Sarah Sjöström    | Svezia        | 14 ottobre 2023  | XXXIV    | Atene, Grecia              |        |
| 100 m        | 56"06    |                 | Zhang Yufei       | Cina          | 15 ottobre 2023  | XXXIV    | Atene, Grecia              |        |
| 200 m        | 2'05"65  |                 | Zhang Yufei       | Cina          | 20 ottobre 2023  | XXXIV    | Budapest, Ungheria         | [ 24 ] |
| Misti        |          |                 |                   |               |                  |          |                            |        |
| 200 m        | 2'08"15  | b               | Katinka Hosszú    | Ungheria      | 17 agosto 2019   | XXXI     | Singapore                  | [ 25 ] |
| 400 m        | 4'32"30  |                 | Katinka Hosszú    | Ungheria      | 3 agosto 2019    | XXXI     | Tokyo, Giappone            | [ 26 ] |

Legenda:  - Record del mondo;

Record non ottenuti in finale: (b) - batteria; (sf) - semifinale; (s) - staffetta prima frazione.

### Mista
| Gara                     | Tempo   | + | Atleta                                                                                           | Nazionalità | Data           | Edizione | Luogo           | Ref    |
| ------------------------ | ------- | - | ------------------------------------------------------------------------------------------------ | ----------- | -------------- | -------- | --------------- | ------ |
| Staffetta a stile libero |         |   |                                                                                                  |             |                |          |                 |        |
| 4x100 m                  | 3'24"89 |   | Cameron McEvoy (48"89) Thomas Fraser-Holmes (49"45) Madison Wilson (54"29) Cate Campbell (52"26) | Australia   | 3 agosto 2019  | XXXI     | Tokyo, Giappone | [ 27 ] |
| Staffetta mista          |         |   |                                                                                                  |             |                |          |                 |        |
| 4x100 m                  | 3'43"79 |   | Xu Jiayu (53"43) Yan Zibei (58"31) Zhang Yufei (58"28) Zhu Menghui (53"77)                       | Cina        | 10 agosto 2019 | XXXI     | Jinan, Cina     | [ 28 ] |

Legenda:  - Record del mondo;

Record non ottenuti in finale: (b) - batteria; (sf) - semifinale; (s) - staffetta prima frazione.

## Vasca corta (25m)

### Uomini
| Gara         | Tempo    | +               | Atleta                            | Nazionalità    | Data                             | Edizione | Luogo                                  | Ref           |
| ------------ | -------- | --------------- | --------------------------------- | -------------- | -------------------------------- | -------- | -------------------------------------- | ------------- |
| Stile libero |          |                 |                                   |                |                                  |          |                                        |               |
| 50 m         | 20"48    |                 | Vladimir Morozov                  | Russia         | 15 novembre 2018                 | XXX      | Singapore, Singapore                   |               |
| 100 m        | 44"84    | Record mondiale | Kyle Chalmers                     | Australia      | 29 ottobre 2021                  | XXXII    | Kazan, Russia                          |               |
| 200 m        | 1'39"37  | Record mondiale | Paul Biedermann                   | Germania       | 15 novembre 2009                 | XXI      | Berlino, Germania                      | [ 29 ]        |
| 400 m        | 3'32"77  |                 | Paul Biedermann                   | Germania       | 14 novembre 2009                 | XXI      | Berlino, Germania                      | [ 30 ]        |
| 800 m        | 7'35"30  |                 | Pan Zhanle                        | Cina           | 26 ottobre 2024                  | XXXV     | Incheon, Corea del Sud                 | [ 31 ]        |
| 1500 m       | 14'15"49 |                 | Mychajlo Romančuk                 | Ucraina        | 22 ottobre 2016                  | XXVIII   | Singapore                              | [ 32 ]        |
| Dorso        |          |                 |                                   |                |                                  |          |                                        |               |
| 50 m         | 22"61    |                 | Peter Marshall                    | Stati Uniti    | 22 novembre 2009                 | XXI      | Singapore                              | [ 33 ]        |
| 100 m        | 48"84    |                 | Shaine Casas                      | Stati Uniti    | 30 ottobre 2022                  | XXXII    | Toronto, Canada                        | [ 34 ]        |
| 200 m        | 1'46"11  |                 | Arkadij Vjatčanin                 | Russia         | 15 novembre 2009                 | XXI      | Berlino, Germania                      | [ 35 ]        |
| Rana         |          |                 |                                   |                |                                  |          |                                        |               |
| 50 m         | 25"25    |                 | Cameron van der Burgh             | Sudafrica      | 14 novembre 2009                 | XXI      | Berlino, Germania                      | [ 36 ]        |
| 100 m        | 55"61    |                 | Cameron van der Burgh Qin Haiyang | Sudafrica Cina | 15 novembre 2009 31 ottobre 2024 | XXI XXXV | Berlino, Germania Singapore, Singapore | [ 37 ] [ 38 ] |
| 200 m        | 2'00"48  |                 | Dániel Gyurta                     | Ungheria       | 31 agosto 2014                   | XXVI     | Dubai, Emirati Arabi Uniti             | [ 39 ]        |
| Farfalla     |          |                 |                                   |                |                                  |          |                                        |               |
| 50 m         | 21"50    | b,              | Noè Ponti                         | Svizzera       | 2 novembre 2024                  | XXXV     | Singapore, Singapore                   | [ 40 ]        |
| 100 m        | 48"40    |                 | Noè Ponti                         | Svizzera       | 18 ottobre 2024                  | XXXV     | Shanghai, Cina                         | [ 41 ]        |
| 200 m        | 1'48"56  |                 | Chad le Clos                      | Sudafrica      | 5 novembre 2013                  | XXV      | Singapore                              | [ 42 ]        |
| Misti        |          |                 |                                   |                |                                  |          |                                        |               |
| 100 m        | 49"92    |                 | Leon Marchand                     | Francia        | 31 ottobre 2024                  | XXXV     | Singapore, Singapore                   | [ 43 ]        |
| 200 m        | 1'48"88  | Record mondiale | Leon Marchand                     | Francia        | 1 novembre 2024                  | XXXV     | Singapore, Singapore                   | [ 44 ]        |
| 400 m        | 3'57"25  |                 | Daiya Seto                        | Giappone       | 30 settembre 2018                | XXX      | Eindhoven, Paesi Bassi                 | [ 45 ]        |

Legenda:  - Record del mondo;

Record non ottenuti in finale: (b) - batteria; (sf) - semifinale; (s) - staffetta prima frazione.

### Donne
| Gara         | Tempo    | +               | Atleta                       | Nazionalità       | Data                           | Edizione     | Luogo                                     | Ref           |
| ------------ | -------- | --------------- | ---------------------------- | ----------------- | ------------------------------ | ------------ | ----------------------------------------- | ------------- |
| Stile libero |          |                 |                              |                   |                                |              |                                           |               |
| 50 m         | 22"93    | Record mondiale | Ranomi Kromowidjojo          | Paesi Bassi       | 7 agosto 2017                  | XXIX         | Berlino, Germania                         | [ 46 ]        |
| 100 m        | 50"58    |                 | Sarah Sjöström Emma McKeon   | Svezia Australia  | 11 agosto 2017 9 ottobre 2021  | XXIX \|XXXII | Eindhoven, Paesi Bassi Budapest, Ungheria | [ 47 ] [ 48 ] |
| 200 m        | 1'50"43  |                 | Sarah Sjöström               | Svezia            | 12 agosto 2017                 | XXIX         | Eindhoven, Paesi Bassi                    | [ 49 ]        |
| 400 m        | 3'52"80  |                 | Summer McIntosh              | Canada            | 22 ottobre 2022                | XXXIII       | Toronto, Canada                           | [ 50 ]        |
| 800 m        | 7'57"42  | Record mondiale | Katie Ledecky                | Stati Uniti       | 5 novembre 2022                | XXXIII       | Indianapolis, Stati Uniti                 | [ 51 ]        |
| 800 m        | 15'08"24 | Record mondiale | Katie Ledecky                | Stati Uniti       | 29 ottobre 2022                | XXXIII       | Toronto, Canada                           | [ 52 ]        |
| Dorso        |          |                 |                              |                   |                                |              |                                           |               |
| 50 m         | 25"36    |                 | Kaylee McKeown               | Australia         | 18 ottobre 2024                | XXXV         | Shanghai, Cina                            | [ 53 ]        |
| 100 m        | 54"27    | Record mondiale | Regan Smith                  | Stati Uniti       | 1 novembre 2024                | XXXV         | Singapore, Singapore                      | [ 54 ]        |
| 200 m        | 1'58"83  | Record mondiale | Regan Smith                  | Stati Uniti       | 2 novembre 2024                | XXXV         | Singapore, Singapore                      | [ 55 ]        |
| Rana         |          |                 |                              |                   |                                |              |                                           |               |
| 50 m         | 28"56    | Record mondiale | Alia Atkinson                | Giamaica          | 6 ottobre 2018                 | XXX          | Budapest, Ungheria                        | [ 56 ]        |
| 100 m        | 1'02"36  | Record mondiale | Rūta Meilutytė Alia Atkinson | Lituania Giamaica | 12 ottobre 2013 26 agosto 2016 | XXV XXVIII   | Mosca, Russia Chartres, Francia           | [ 57 ] [ 58 ] |
| 200 m        | 2'12"72  | Record mondiale | Kate Douglass                | Stati Uniti       | 31 ottobre 2024                | XXXV         | Singapore, Singapore                      | [ 59 ]        |
| Farfalla     |          |                 |                              |                   |                                |              |                                           |               |
| 50 m         | 24"38    | Record mondiale | Therese Alshammar            | Svezia            | 22 novembre 2009               | XXI          | Singapore                                 | [ 60 ]        |
| 100 m        | 54"78    |                 | Maggie MacNeil               | Canada            | 30 ottobre 2022                | XXXIII       | Toronto, Canada                           |               |
| 200 m        | 2'00"78  |                 | Liu Zige                     | Cina              | 15 novembre 2009               | XXI          | Berlino, Germania                         | [ 61 ]        |
| Misti        |          |                 |                              |                   |                                |              |                                           |               |
| 100 m        | 56"51    | Record mondiale | Katinka Hosszú               | Ungheria          | 7 agosto 2017                  | XXIX         | Berlino, Germania                         | [ 62 ]        |
| 200 m        | 2'02"13  |                 | Katinka Hosszú               | Ungheria          | 31 agosto 2014                 | XXVI         | Dubai, Emirati Arabi Uniti                | [ 63 ]        |
| 400 m        | 4'18"94  | Record mondiale | Mireia Belmonte García       | Spagna            | 12 Agosto 2017                 | XXIX         | Eindhoven, Paesi Bassi                    | [ 64 ]        |

Legenda:  - Record del mondo;

Record non ottenuti in finale: (b) - batteria; (sf) - semifinale; (s) - staffetta prima frazione.

### Mista
| Gara                     | Tempo   | + | Atleta                                                                                       | Nazionalità | Data            | Edizione | Luogo             | Ref    |
| ------------------------ | ------- | - | -------------------------------------------------------------------------------------------- | ----------- | --------------- | -------- | ----------------- | ------ |
| Staffetta a stile libero |         |   |                                                                                              |             |                 |          |                   |        |
| 4x50 m                   | 1'28"70 |   | Thom De Boer (21"40) Ranomi Kromowidjojo (22"87) Femke Heemskerk (23"29) Jesse Puts (21"14)  | Paesi Bassi | 7 agosto 2017   | XXIX     | Berlino, Germania | [ 65 ] |
| Staffetta mista          |         |   |                                                                                              |             |                 |          |                   |        |
| 4x50 m                   | 1'37"84 |   | Robert Hurley (23"46) Christian Sprenger (25"91) Alicia Coutts (25"19) Cate Campbell (23"28) | Australia   | 9 novembre 2013 | XXV      | Tokyo, Giappone   | [ 66 ] |

Legenda:  - Record del mondo;

Record non ottenuti in finale: (b) - batteria; (sf) - semifinale; (s) - staffetta prima frazione.